# Asunción Lledó Carreres
Asunción Lledó Carreres es una docente española titular del Departamento de Psicología Evolutiva y Didáctica de la Universidad de Alicante.

## Biografía
Se licenció en Ciencias de la Educación por la Universidad de Valencia en 1977, en la especialidad de Pedagogía y Educación Especial, y al año siguiente inició su labor docente en la Escuela Universitaria de Formación del Profesorado de E.G.B. En 1986 obtuvo por oposición la plaza de profesora titular. Desde entonces ha impartido clase en todas las especialidades de la titulación de Maestro y en Psicopedagogía. En 2009 se doctoró por la Universidad de Alicante gracias a la tesis De la integración a la inclusión de los alumnos y alumnas en los centros escolares de las comarcas de la provincia de Alicante.
Sus líneas de investigación están relacionadas con la brujería y la educación intercultural, especialmente la atención a las discapacidades auditiva y visual, autismo y síndrome de Asperger, y las nuevas tecnologías en la intervención de las discapacidades.